# Kỳ thi tốt nghiệp trung học phổ thông
Kỳ thi tốt nghiệp trung học phổ thông (Kỳ thi TN THPT) là một kỳ thi quan trọng trong hệ thống giáo dục Việt Nam, được tổ chức từ năm 2001 đến năm 2014 và tổ chức trở lại từ năm 2020 đến nay. Kỳ thi hiện nay được sử dụng để xét tốt nghiệp trung học phổ thông và làm căn cứ tuyển sinh cho các trường đại học, cao đẳng.

## Lịch sử
Mục đích ban đầu của kỳ thi này là công nhận việc hoàn tất chương trình trung học phổ thông của học sinh và là điều kiện cần để tham dự tiếp Kỳ thi tuyển sinh đại học và cao đẳng. Năm 2015, Kỳ thi tốt nghiệp trung học phổ thông được nhập chung với Kỳ thi tuyển sinh đại học để mang tên Kỳ thi trung học phổ thông quốc gia, thí sinh chỉ cần dự thi kỳ thi này và dựa vào điểm thi để xét tốt nghiệp phổ thông trung học và xét tuyển vào các trường đại học. Kỳ thi trung học phổ thông quốc gia được tổ chức lần cuối cùng vào năm 2019.
Kể từ năm 2020, do những tác động từ đại dịch COVID-19 đến việc dạy và học ở các nhà trường, đồng thời xuất hiện những kỳ thi tuyển sinh mới do các đại học, trường đại học tổ chức riêng như Đánh giá năng lực hay Đánh giá tư duy, Kỳ thi THPT quốc gia ngừng tổ chức, thay thế là Kỳ thi tốt nghiệp THPT được tổ chức trở lại với cách thức tổ chức gần giống với kỳ thi THPT quốc gia và mang mục đích chính là xét tốt nghiệp THPT. Các trường đại học vẫn có thể sử dụng kết quả thi tốt nghiệp làm căn cứ tuyển sinh đại học.
Riêng hai năm 2020 và 2021, do dịch bệnh diễn biến phức tạp tại một số địa phương nên kỳ thi được phân hoá làm 2 đợt cụ thể, đợt 1 tập trung vào những tỉnh thành ít chịu ảnh hưởng và đợt 2 dành cho các địa phương bị cách ly xã hội ở đợt 1. Năm 2021, các thí sinh đang ở nơi thực hiện giãn cách xã hội theo Chỉ thị 16 ở cả 2 đợt được đặc cách xét công nhận tốt nghiệp THPT. Kể từ năm 2022, kỳ thi tốt nghiệp trung học phổ thông được tổ chức 1 đợt duy nhất, với mục đích chính là xét tốt nghiệp và tuyển sinh cho một số trường đại học và cao đẳng.
Từ năm 2025, thí sinh sẽ thi theo Chương trình giáo dục phổ thông 2018, có những thay đổi về số lượng môn, hình thức thi và cấu trúc định dạng đề thi. Riêng năm 2025, kỳ thi được tổ chức theo hai đề thi và lịch trình riêng: đề thi theo chương trình giáo dục phổ thông 2018 và Đề thi theo chương trình giáo dục phổ thông 2006.

## Đối tượng dự thi
Đối tượng tham dự kỳ thi gồm:
- Học sinh lớp 12 đủ điều kiện dự thi (học lực từ yếu trở lên, hạnh kiểm từ trung bình trở lên).
- Người đã học xong chương trình cấp THPT nhưng chưa thi tốt nghiệp hoặc đã thi nhưng chưa tốt nghiệp ở những năm trước.
- Người đã có bằng tốt nghiệp THPT, có bằng tốt nghiệp trung cấp dự thi để lấy kết quả làm cơ sở xét tuyển sinh cao đẳng và đại học.

## Lịch thi

### Chương trình giáo dục phổ thông 2006
Kể từ năm 2020 đến năm 2024. kỳ thi tốt nghiệp trung học phổ thông được tổ chức trong bốn ngày, thời gian tổ chức thi thường vào cuối tháng 6 hoặc đầu tháng 7.
| Ngày | Buổi     | Bài thi/Môn thi thành phần của bài thi tổ hợp                                                                         | Bài thi/Môn thi thành phần của bài thi tổ hợp                                                                         | Thời gian làm bài | Giờ phát đề thi cho thí sinh                                                                                          | Giờ bắt đầu làm bài                                                                                                   |
| ---- | -------- | --- | --- | --- | --- | --- |
| 1    | Sáng     | 08:00: Họp cán bộ làm công tác coi thi tại điểm thi.                                                                  | 08:00: Họp cán bộ làm công tác coi thi tại điểm thi.                                                                  | 08:00: Họp cán bộ làm công tác coi thi tại điểm thi.                                                                  | 08:00: Họp cán bộ làm công tác coi thi tại điểm thi.                                                                  | 08:00: Họp cán bộ làm công tác coi thi tại điểm thi.                                                                  |
| 1    | Chiều    | 14:00: Thí sinh làm thủ tục dự thi tại phòng thi, đính chính sai sót (nếu có) và nghe phổ biến Quy chế thi, Lịch thi. | 14:00: Thí sinh làm thủ tục dự thi tại phòng thi, đính chính sai sót (nếu có) và nghe phổ biến Quy chế thi, Lịch thi. | 14:00: Thí sinh làm thủ tục dự thi tại phòng thi, đính chính sai sót (nếu có) và nghe phổ biến Quy chế thi, Lịch thi. | 14:00: Thí sinh làm thủ tục dự thi tại phòng thi, đính chính sai sót (nếu có) và nghe phổ biến Quy chế thi, Lịch thi. | 14:00: Thí sinh làm thủ tục dự thi tại phòng thi, đính chính sai sót (nếu có) và nghe phổ biến Quy chế thi, Lịch thi. |
| 2    | Sáng     | Ngữ văn | Ngữ văn | 120 phút | 07:30 | 07:35 |
| 2    | Chiều    | Toán | Toán | 90 phút | 14:20 | 14:30 |
| 3    | Sáng     | Bài thi Khoa học tự nhiên                                                                                             | Vật lý | 50 phút | 07:30 | 07:35 |
| 3    | Sáng     | Bài thi Khoa học tự nhiên                                                                                             | Hóa học | 50 phút | 08:30 | 08:35 |
| 3    | Sáng     | Bài thi Khoa học tự nhiên                                                                                             | Sinh học | 50 phút | 09:30 | 09:35 |
| 3    | Sáng     | Bài thi Khoa học xã hội                                                                                               | Lịch sử | 50 phút | 07:30 | 07:35 |
| 3    | Sáng     | Bài thi Khoa học xã hội                                                                                               | Địa lý | 50 phút | 08:30 | 08:35 |
| 3    | Sáng     | Bài thi Khoa học xã hội                                                                                               | Giáo dục công dân | 50 phút | 09:30 | 09:35 |
| 3    | Chiều    | Ngoại ngữ | Ngoại ngữ | 60 phút | 14:20 | 14:30 |
| 4    | Dự phòng | Dự phòng | Dự phòng | Dự phòng | Dự phòng | Dự phòng |

### Chương trình giáo dục phổ thông 2018
| Ngày | Buổi     | Bài thi | Bài thi | Thời gian làm bài | Giờ phát đề thi cho thí sinh                                                                                          | Giờ bắt đầu làm bài                                                                                                   |
| ---- | -------- | --- | --- | --- | --- | --- |
| 1    | Sáng     | 08:00: Họp cán bộ làm công tác coi thi tại điểm thi.                                                                  | 08:00: Họp cán bộ làm công tác coi thi tại điểm thi.                                                                  | 08:00: Họp cán bộ làm công tác coi thi tại điểm thi.                                                                  | 08:00: Họp cán bộ làm công tác coi thi tại điểm thi.                                                                  | 08:00: Họp cán bộ làm công tác coi thi tại điểm thi.                                                                  |
| 1    | Chiều    | 14:00: Thí sinh làm thủ tục dự thi tại phòng thi, đính chính sai sót (nếu có) và nghe phổ biến Quy chế thi, Lịch thi. | 14:00: Thí sinh làm thủ tục dự thi tại phòng thi, đính chính sai sót (nếu có) và nghe phổ biến Quy chế thi, Lịch thi. | 14:00: Thí sinh làm thủ tục dự thi tại phòng thi, đính chính sai sót (nếu có) và nghe phổ biến Quy chế thi, Lịch thi. | 14:00: Thí sinh làm thủ tục dự thi tại phòng thi, đính chính sai sót (nếu có) và nghe phổ biến Quy chế thi, Lịch thi. | 14:00: Thí sinh làm thủ tục dự thi tại phòng thi, đính chính sai sót (nếu có) và nghe phổ biến Quy chế thi, Lịch thi. |
| 2    | Sáng     | Ngữ văn | Ngữ văn | 120 phút | 07:30 | 07:35 |
| 2    | Chiều    | Toán | Toán | 90 phút | 14:20 | 14:30 |
| 3    | Sáng     | Môn thi tự chọn | Môn thi thứ nhất | 50 phút | 07:30 | 07:35 |
| 3    | Sáng     | Môn thi tự chọn | Môn thi thứ hai | 50 phút | 08:35 | 08:40 |
| 4    | Dự phòng | Dự phòng | Dự phòng | Dự phòng | Dự phòng | Dự phòng |

## Hình thức

### 2001–2013
Mỗi năm (năm 2013 về trước), học sinh thi 6 môn trong chương trình học, trong đó có 3 môn cố định là Toán, Ngữ văn, Ngoại ngữ và 3 môn thay đổi theo từng năm (chọn từ các môn Vật lý, Hóa học, Sinh học, Lịch sử và Địa lý).
Sau đây là danh sách các môn thi theo từng năm ngoài 3 môn Toán, Văn và Ngoại ngữ kể từ năm 2001. Môn thi thay thế là môn dùng để thay cho môn Ngoại ngữ đối với thí sinh học chương trình GDTX hoặc không theo học hết chương trình trung học phổ thông hiện hành hoặc có khó khăn về điều kiện học tập.
| Năm  | Môn 1    | Môn 2    | Môn 3   | Giống năm | Môn thay thế | Nguồn         |
| ---- | -------- | -------- | ------- | --------- | ------------ | ------------- |
| 2001 | Vật lý   | Sinh học | Địa lý  | —         | Lịch sử      | [ 11 ]        |
| 2002 | Vật lý   | Lịch sử  | Hóa học | —         | Địa lý       | [ 12 ]        |
| 2003 | Vật lý   | Lịch sử  | Địa lý  | —         | Sinh học     |               |
| 2004 | Sinh học | Hóa học  | Địa lý  | —         | Lịch sử      | [ 13 ]        |
| 2005 | Vật lý   | Hóa học  | Lịch sử | 2002      | Sinh học     | [ 14 ]        |
| 2006 | Địa lý   | Hóa học  | Lịch sử | —         | Vật lý       | [ 15 ]        |
| 2007 | Vật lý   | Hóa học  | Lịch sử | 2005      | Địa lý       | [ 16 ]        |
| 2008 | Vật lý   | Sinh học | Lịch sử | —         | Hóa học      | [ 17 ]        |
| 2009 | Vật lý   | Sinh học | Địa lý  | 2001      | Lịch sử      | [ 18 ]        |
| 2010 | Hoá học  | Lịch sử  | Địa lý  | 2006      | Vật lý       | [ 19 ]        |
| 2011 | Vật lý   | Sinh học | Địa lý  | 2009      | Lịch sử      | [ 20 ] [ 21 ] |
| 2012 | Hóa học  | Lịch sử  | Địa lý  | 2010      | Vật lý       | [ 22 ] [ 23 ] |
| 2013 | Hóa học  | Sinh học | Địa lý  | 2004      | Vật lý       | [ 24 ]        |

### 2014
Năm 2014, học sinh có 2 môn bắt buộc (Ngữ Văn, Toán) và 2 môn do thí sinh tự chọn trong 6 môn còn lại (Hóa học, Vật lý, Địa lý. Lịch sử, Sinh học, Ngoại ngữ). Tỉ lệ thí sinh đỗ tốt nghiệp trên cả nước đạt 99,02% ở hệ giáo dục THPT, 89,01% hệ giáo dục thường xuyên, bình quân chung là 99,09%. Đây là năm cuối cùng tổ chức thi tốt nghiệp, trước khi tổ chức trở lại vào năm 2020.

### 2020–2024
Từ năm 2020 đến 2024, đối với thí sinh học chương trình THPT phải làm 4 bài thi, gồm 3 bài thi độc lập Toán, Ngữ văn, Ngoại ngữ và 1 trong 2 bài thi tổ hợp Khoa học tự nhiên (Vật lý, Hóa học, Sinh học) hoặc Khoa học xã hội (Lịch sử, Địa lý, Giáo dục công dân). Đối với thí sinh học chương trình GDTX phải làm 3 bài thi, gồm 2 bài thi độc lập Toán, Ngữ văn và 1 bài thi tổ hợp Khoa học xã hội (Lịch sử, Địa lý).
Đề thi tốt nghiệp THPT của Bộ Giáo dục và Đào tạo thuộc danh mục bí mật nhà nước cấp độ Tối mật theo quy định của pháp luật.
| Bài thi           | Môn thi thành phần | Hình thức   | Thời gian làm bài | Số câu hỏi        | Số câu hỏi        | Số câu hỏi  | Mức điểm | Mức điểm | Tổng điểm |
| Bài thi           | Môn thi thành phần | Hình thức   | Thời gian làm bài | Số câu thành phần | Số câu thành phần | Tổng số câu | Mức điểm | Mức điểm | Tổng điểm |
| ----------------- | ------------------ | ----------- | ----------------- | ----------------- | ----------------- | ----------- | -------- | -------- | --------- |
| Ngữ văn           | —                  | Tự luận     | 120 phút          | Phần 1            | 4                 | 6           | 0.75     | 3        | 10        |
| Ngữ văn           | —                  | Tự luận     | 120 phút          | Phần 1            | 4                 | 6           | 0.75     | 3        | 10        |
| Ngữ văn           | —                  | Tự luận     | 120 phút          | Phần 1            | 4                 | 6           | 1        | 3        | 10        |
| Ngữ văn           | —                  | Tự luận     | 120 phút          | Phần 1            | 4                 | 6           | 0.5      | 3        | 10        |
| Ngữ văn           | —                  | Tự luận     | 120 phút          | Phần 2            | 2                 | 6           | 2        | 7        | 10        |
| Ngữ văn           | —                  | Tự luận     | 120 phút          | Phần 2            | 2                 | 6           | 5        | 7        | 10        |
| Toán              | —                  | Trắc nghiệm | 90 phút           | 50                | 50                | 50          | 0,2      | 0,2      | 10        |
| Khoa học tự nhiên | Vật lý             | Trắc nghiệm | 50 phút           | 40                | 40                | 120         | 0,25     | 0,25     | 10        |
| Khoa học tự nhiên | Hóa học            | Trắc nghiệm | 50 phút           | 40                | 40                | 120         | 0,25     | 0,25     | 10        |
| Khoa học tự nhiên | Sinh học           | Trắc nghiệm | 50 phút           | 40                | 40                | 120         | 0,25     | 0,25     | 10        |
| Khoa học xã hội   | Lịch sử            | Trắc nghiệm | 50 phút           | 40                | 40                | 120         | 0,25     | 0,25     | 10        |
| Khoa học xã hội   | Địa lý             | Trắc nghiệm | 50 phút           | 40                | 40                | 120         | 0,25     | 0,25     | 10        |
| Khoa học xã hội   | Giáo dục công dân  | Trắc nghiệm | 50 phút           | 40                | 40                | 120         | 0,25     | 0,25     | 10        |
| Ngoại ngữ         | —                  | Trắc nghiệm | 60 phút           | 50                | 50                | 50          | 0,2      | 0,2      | 10        |

Bài thi Ngữ văn được chia làm hai phần. Phần Đọc hiểu cho một đoạn ngữ liệu cho sẵn yêu cầu thí sinh phải thực hiện 4 yêu cầu bên dưới, tổng 3 điểm. Phần Làm văn có 2 câu hỏi, một câu 2 điểm yêu cầu thí sinh viết một đoạn văn nghị luận về một vấn đề, thường sẽ có liên quan tới ngữ liệu trước đó, một câu 5 điểm yêu cầu thí sinh nghị luận về một vấn đề văn học.
Bài thi tổ hợp gồm 3 môn thi thành phần. Mỗi môn thi có 40 câu hỏi với 0,25 điểm một câu, thời gian làm bài là 50 phút. Các môn thi thành phần trong bài thi tổ hợp sẽ được làm liên tiếp nhau, mỗi môn cách nhau 15 phút.
Với bài thi Ngoại ngữ, thí sinh có thể lựa chọn thi một trong các môn Tiếng Anh, Tiếng Pháp, Tiếng Đức, Tiếng Nhật, Tiếng Nga, Tiếng Trung Quốc, Tiếng Hàn.

### Kể từ 2025
Kể từ năm 2025, kỳ thi gồm hai môn bắt buộc là Toán và Ngữ văn. Ngoài ra, thí sinh được chọn hai trong các môn của chương trình giáo dục phổ thông, gồm: Hóa học, Vật lý, Sinh học, Địa lý, Lịch sử, Giáo dục kinh tế và pháp luật, Tin học, Công nghệ, Ngoại ngữ (Anh, Đức, Nga, Nhật, Pháp, Trung, Hàn).
Đề thi môn Ngữ văn theo hình thức tự luận, gồm hai phần là Đọc hiểu (4 điểm) và Viết (6 điểm). Thí sinh làm bài trong 120 phút.
Với các môn còn lại, hình thức thi là trắc nghiệm với ba phần. Số lượng câu hỏi từng phần của các môn khác nhau. Phần I gồm các câu hỏi với 4 phương án, yêu cầu thí sinh chọn một đáp án đúng. Phần II gồm các câu hỏi chọn đáp án đúng/sai (Mỗi câu gồm 4 lệnh a) b) c) d)) . Phần III gồm các câu dạng trả lời ngắn, yêu cầu thí sinh tô chọn đáp án (Mỗi câu điền 4 kí tự). Tổng điểm tối đa toàn bài thi trắc nghiệm là 10. Thời gian làm bài và số lượng câu hỏi của từng môn như sau:
| Môn thi                       | Thời gian làm bài | Số câu hỏi | Số câu hỏi | Số câu hỏi | Mức điểm | Mức điểm                                                                                   | Mức điểm |
| Môn thi                       | Thời gian làm bài | Phần I     | Phần II    | Phần III   | Phần I   | Phần II                                                                                    | Phần III |
| ----------------------------- | ----------------- | ---------- | ---------- | ---------- | -------- | ------------------------------------------------------------------------------------------ | -------- |
| Toán                          | 90 phút           | 12         | 4          | 6          | 0,25     | - Đúng 4 lệnh hỏi: 1 - Đúng 3 lệnh hỏi: 0,5 - Đúng 2 lệnh hỏi: 0,25 - Đúng 1 lệnh hỏi: 0,1 | 0,5      |
| Vật lý                        | 50 phút           | 18         | 4          | 6          | 0,25     | - Đúng 4 lệnh hỏi: 1 - Đúng 3 lệnh hỏi: 0,5 - Đúng 2 lệnh hỏi: 0,25 - Đúng 1 lệnh hỏi: 0,1 | 0,25     |
| Hóa học                       | 50 phút           | 18         | 4          | 6          | 0,25     | - Đúng 4 lệnh hỏi: 1 - Đúng 3 lệnh hỏi: 0,5 - Đúng 2 lệnh hỏi: 0,25 - Đúng 1 lệnh hỏi: 0,1 | 0,25     |
| Sinh học                      | 50 phút           | 18         | 4          | 6          | 0,25     | - Đúng 4 lệnh hỏi: 1 - Đúng 3 lệnh hỏi: 0,5 - Đúng 2 lệnh hỏi: 0,25 - Đúng 1 lệnh hỏi: 0,1 | 0,25     |
| Địa lý                        | 50 phút           | 18         | 4          | 6          | 0,25     | - Đúng 4 lệnh hỏi: 1 - Đúng 3 lệnh hỏi: 0,5 - Đúng 2 lệnh hỏi: 0,25 - Đúng 1 lệnh hỏi: 0,1 | 0,25     |
| Lịch sử                       | 50 phút           | 24         | 4          | —          | 0,25     | - Đúng 4 lệnh hỏi: 1 - Đúng 3 lệnh hỏi: 0,5 - Đúng 2 lệnh hỏi: 0,25 - Đúng 1 lệnh hỏi: 0,1 | —        |
| Giáo dục kinh tế và pháp luật | 50 phút           | 24         | 4          | —          | 0,25     | - Đúng 4 lệnh hỏi: 1 - Đúng 3 lệnh hỏi: 0,5 - Đúng 2 lệnh hỏi: 0,25 - Đúng 1 lệnh hỏi: 0,1 | —        |
| Tin học                       | 50 phút           | 24         | 4          | —          | 0,25     | - Đúng 4 lệnh hỏi: 1 - Đúng 3 lệnh hỏi: 0,5 - Đúng 2 lệnh hỏi: 0,25 - Đúng 1 lệnh hỏi: 0,1 | —        |
| Công nghệ                     | 50 phút           | 24         | 4          | —          | 0,25     | - Đúng 4 lệnh hỏi: 1 - Đúng 3 lệnh hỏi: 0,5 - Đúng 2 lệnh hỏi: 0,25 - Đúng 1 lệnh hỏi: 0,1 | —        |
| Ngoại ngữ                     | 50 phút           | 40         | —          | —          | 0,25     | —                                                                                          | —        |

Theo Điều 20. Đăng ký dự thi của Dự thảo Thông tư ban hành Quy chế thi tốt nghiệp trung học phổ thông đang được lấy ý kiến, để xét công nhận tốt nghiệp THPT: Thí sinh phải dự thi môn Ngữ văn, môn Toán và 01 bài thi tự chọn gồm 02 môn thi tự chọn. Thí sinh chọn 02 môn thi của bài thi tự chọn trong số các môn đã được học ở lớp 12. Thí sinh được đăng ký dự thi môn Ngoại ngữ khác với môn Ngoại ngữ đang học tại trường phổ thông. Đối với Người đã có Bằng tốt nghiệp THPT, Bằng tốt nghiệp trung cấp dự thi để lấy kết quả làm cơ sở đăng ký xét tuyển sinh, chỉ đăng ký môn thi theo nguyện vọng.
Kỳ thi được tổ chức trên toàn quốc theo cách thức chung đề, chung đợt thi, cùng thời gian theo quy định của Bộ Giáo dục và Đào tạo. Trong giai đoạn từ năm 2025 đến năm 2030, kỳ thi giữ ổn định phương thức thi trên giấy.

#### Điều khoản chuyển tiếp áp dụng năm 2025
Theo Điều 2. Điều khoản chuyển tiếp của Dự thảo Thông tư ban hành Quy chế thi tốt nghiệp trung học phổ thông đang được lấy ý kiến, trong năm 2025, Bộ Giáo dục và Đào tạo tổ chức thi Kỳ thi tốt nghiệp THPT với 02 loại đề thi: Đề thi theo Chương trình giáo dục phổ thông 2018 (CTGDPT 2018) và Đề thi theo Chương trình giáo dục phổ thông 2006 (CTGDPT 2006), trong đó:
| Điều kiện                  | Điều kiện            | Đề thi                                                 | Căn cứ         |
| -------------------------- | -------------------- | ------------------------------------------------------ | -------------- |
| Học theo CTGDPT 2018       | Học theo CTGDPT 2018 | Theo CTGDPT 2018                                       | Khoản 2 Điều 2 |
| Không học theo CTGDPT 2018 | chưa tốt nghiệp THPT | Theo CTGDPT 2006                                       | Khoản 3 Điều 2 |
| Không học theo CTGDPT 2018 | đã tốt nghiệp THPT   | Lựa chọn dự thi theo CTGDPT 2018 hoặc theo CTGDPT 2006 | Khoản 3 Điều 2 |

## Tuyển sinh đại học và cao đẳng
Để tuyển sinh vào các trường đại học và cao đẳng trên toàn quốc, thí sinh lựa chọn ba trong số sáu môn thi (được gọi là tổ hợp hoặc khối) để xét tuyển. Đây là danh sách các khối thi phổ biến thường được nhiều trường đại học sử dụng làm căn cứ tuyển sinh.
- Khối A00: Toán, Vật lý, Hóa học
  - Khối A01: Toán, Vật lý, Tiếng Anh (từ 2012)
- Khối B00: Toán, Hóa học, Sinh học
- Khối C00: Ngữ văn, Lịch sử, Địa lý
- Khối D01: Ngữ văn, Toán, Tiếng Anh
  - Khối D02: Ngữ văn, Toán, Tiếng Nga
  - Khối D03: Ngữ văn, Toán, Tiếng Pháp
  - Khối D04: Ngữ văn, Toán, Tiếng Trung Quốc
  - Khối D05: Ngữ văn, Toán, Tiếng Đức (từ 2008)
  - Khối D06: Ngữ văn, Toán, Tiếng Nhật (từ 2008)
  - Khối D07: Toán, Hóa học, Tiếng Anh
  - Khối D78: Ngữ văn, Khoa học xã hội, Tiếng Anh (từ 2017)
  - Khối DD2: Ngữ văn, Toán, Tiếng Hàn (từ 2021)

Với các khối thi năng khiếu, các trường đại học tự tổ chức thi riêng.
- Khối H: Ngữ văn, Mỹ thuật (vẽ chì và trang trí màu)
- Khối K: Toán, Vật lý, Kỹ thuật
- Khối M: Ngữ văn, Toán, Năng khiếu mẫu giáo (hát, kể chuyện, đọc diễn cảm)
- Khối N: Ngữ văn, hai môn Năng khiếu âm nhạc (thanh nhạc, biểu diễn nhạc cụ, kiến thức âm nhạc cơ bản)
- Khối R: Ngữ văn, Lịch sử, Năng khiếu báo chí
- Khối S: Ngữ văn, hai môn Năng khiếu sân khấu
- Khối T: Sinh học, Toán, Năng khiếu thể dục thể thao (Chạy cự li ngắn, Bật tại chỗ, Gập thân)
- Khối V: Toán, Vật lý, Mỹ thuật

## Danh sách kỳ thi tốt nghiệp trung học phổ thông

### 2001–2014
| Năm  | Đợt  | Số lượng thí sinh | Số lượng thí sinh | Số lượng thí sinh | Tỉ lệ tốt nghiệp |
| ---- | ---- | ----------------- | ----------------- | ----------------- | ---------------- |
| Năm  | Đợt  | Dự thi            | Hệ THPT           | Hệ bổ túc/GDTX    | Tỉ lệ tốt nghiệp |
| 2002 | 2002 | 714.000           | 714.000           | —                 | 90,00%           |
| 2003 | 2003 | 896.000           | 754.000           | 142.000           | 92,70%           |
| 2004 | 2004 | 894.506           | 751.783           | 142.723           | 92,87%           |
| 2005 | 2005 | 822.290           | —                 | —                 | 90,62%           |
| 2006 | 2006 | 1.075.964         | 881.795           | 191.264           | 93,78%           |
| 2007 | 1    | 1.064.263         | 906.971           | 157.292           | 67,13%           |
| 2007 | 2    | 402.914           | 291.504           | 111.410           | 67,13%           |
| 2008 | 1    | 1.326.633         | 1.110.965         | 215.668           | 76,36%           |
| 2008 | 2    | 340.000           | 250.000           | 90.000            | 76,36%           |
| 2009 | 1    | 1.060.009         | 912.792           | 147.217           | 83,82%           |
| 2009 | 2    | 300.000           | —                 | —                 | 83,82%           |
| 2010 | 2010 | 1.051.460         | 914.186           | 137.274           | 92,57%           |
| 2011 | 2011 | 1.053.081         | 918.282           | 134.799           | 95,72%           |
| 2012 | 2012 | 963.571           | 856.271           | 107.300           | 97,63%           |
| 2013 | 2013 | 946.064           | 854.355           | 91.709            | 97,52%           |
| 2014 | 2014 | 910.831           | 823.796           | 87.035            | 99,09%           |

### 2020–nay
| Năm  | Đợt  | Ngày bắt đầu | Ngày kết thúc | Số lượng thí sinh | Số lượng thí sinh | Tỉ lệ dự thi | Tỉ lệ tốt nghiệp |
| ---- | ---- | ------------ | ------------- | ----------------- | ----------------- | ------------ | ---------------- |
| Năm  | Đợt  | Ngày bắt đầu | Ngày kết thúc | Đăng ký           | Dự thi            | Tỉ lệ dự thi | Tỉ lệ tốt nghiệp |
| 2020 | 1    | 9 tháng 8    | 10 tháng 8    | 900.152           | 845.473           | 93,93%       | 98,34%           |
| 2020 | 2    | 3 tháng 9    | 4 tháng 9     | 26.014            | —                 | —            | 98,34%           |
| 2021 | 1    | 7 tháng 7    | 8 tháng 7     | 1.021.341         | 992,222           | 97,15%       | 98,60%           |
| 2021 | 2    | 6 tháng 8    | 7 tháng 8     | 11.657            | 11,421            | 97,98%       | 98,60%           |
| 2022 | 2022 | 7 tháng 7    | 8 tháng 7     | 1.011.589         | 982.726           | 97,15%       | 98,57%           |
| 2023 | 2023 | 28 tháng 6   | 29 tháng 6    | 1.025.166         | 1.008.239         | 98,35%       | 98,88%           |
| 2024 | 2024 | 27 tháng 6   | 28 tháng 6    | 1.071.395         | 1.060.356         | 98,97%       | 99,40%           |
| 2025 | 2025 | 26 tháng 6   | 27 tháng 6    | 1.162.134         |                   |              |                  |

## Đề thi môn ngữ văn
- 2003: Mới ra tù, tập leo núi / Rừng Xà Nu
- 2004: Mảnh trăng cuối rừng / Việt Bắc
- 2007: Việt Bắc / Người lái đò Sông Đà
- 2009: Vợ chồng A Phủ / Ai đã đặt tên cho dòng sông?
- 2010: Những đứa con trong gia đình / Sóng
- 2011: Tây Tiến / Vợ nhặt
- 2012: Việt Bắc / Người lái đò Sông Đà
- 2013: Vợ chồng A Phủ / Đất nước
- 2014: Hồn Trương Ba, da hàng thịt
- 2015: Chiếc thuyền ngoài xa
- 2016: Vợ nhặt
- 2017: Đất nước
- 2018: Chiếc thuyền ngoài xa
- 2019: Ai đã đặt tên cho dòng sông?
- 2020: Đất nước (đợt 1) / Việt Bắc (đợt 2)
- 2021: Sóng (đợt 1) / Tây Tiến (đợt 2)
- 2022: Chiếc thuyền ngoài xa
- 2023: Vợ nhặt
- 2024: Đất nước
- 2025: Những vùng trời khác nhau (CT GDPT 2018) / Vợ chồng A Phủ (CT GDPT 2006)